# Ashley Massaro
Ashley Marie Massaro (Babylon, Nova York, 26 de maig del 1979 - Long Island, 16 de maig de 2019), més coneguda al ring simplement com a Ashley, fou una model i lluitadora professional estatunidenca d'ascendència italiana i irlandesa que va treballar a les marques de Raw i SmackDown! de World Wrestling Entertainment (WWE). Ashley va ingressar a la WWE en guanyar l'edició de la Raw Diva Search del 2005. Encara que mai no va aconseguir cap títol important en la seva carrera, va participar en nombrosos xous organitzats per l'empresa, com per exemple WrestleMania 23 o WrestleMania XXIV, i també va acompanyar als rings el tag team format per Paul London i Brian Kendrick durant aproximadament un any. Actualment està inactiva a causa d'assumptes personals. Massaro també guanyà alguns concursos de bellesa, entre ells el Miss Hawaiian Tropic de l'any 2002, i posà per a revistes per a homes, sent la vegada més sonada l'any 2007 per a la coneguda Playboy. També va participar en diversos espectacles televisius i vídeos musicals.

## Joventut
Ashley es va criar a Long Island (Nova York). El seu germà, el seu pare i el seu oncle van competir en lluita lliure afeccionada. Quan estava al vuitè curs va canviar d'institut, quelcom que al principi li va resultar una mica complicat. Va aconseguir el seu grau de Bachelor of Science en comunicacions, amb un grau complementari en comerç, a la Universitat Estatal de Nova York,

## World Wrestling Entertainment

### Debut i primeres rivalitats (2005)
Al juny del 2005 Ashley va fer la seva primera aparició a la WWE com a concursant de la Raw Diva Search. Finalment, al programa del 15 d'agost, va guanyar la competició, amb el que s'assegurava un any de contracte amb l'empresa i 250.000 dòlars de premi. Una setmana més tard, va fer la seva primera aparició en un pagament per visió (PPV) on, juntament amb altres dives, rentava una de les limusines del senyor Vince McMahon.
A la nit de l'endemà, al show de Raw, Torrie Wilson i Candice Michelle van atacar Ashley aprofitant que li donaven la benvinguda a la marca. Ràpidament Torrie i Candice es van aliar amb Victoria en una rivalitat contra Ashley. A més, Victoria va derrotar Ashley en el seu primer combat a l'empresa. Després d'aquests esdeveniments, Trish Stratus, que tornava d'un període d'inactivitat, va ajudar Ashley en els seus posteriors enfrontaments amb les tres dives. És així com van decidir crear una unió en forma de tag, anomenada Ladies in Pink ("Dames de rosa", en català) que posteriorment passaria a dir-se Vince's Devils.
Al llarg del 2005, Ashley també va disputar diversos combats, però el seu primer com a aspirant al títol del Campionat Femení de la WWE no va arribar fins al mes de novembre a la Fulfill Your Fantasy Diva Battle Royal del Taboo Tuesday d'aquell mateix any. Tanmateix, Massaro va ser eliminada per Victoria poc després que ella eliminés Candice Michelle.

### Paul London i Brian Kendrick; lesió i reaparició (2006)
Vegeu també: Paul London i Brian Kendrick.

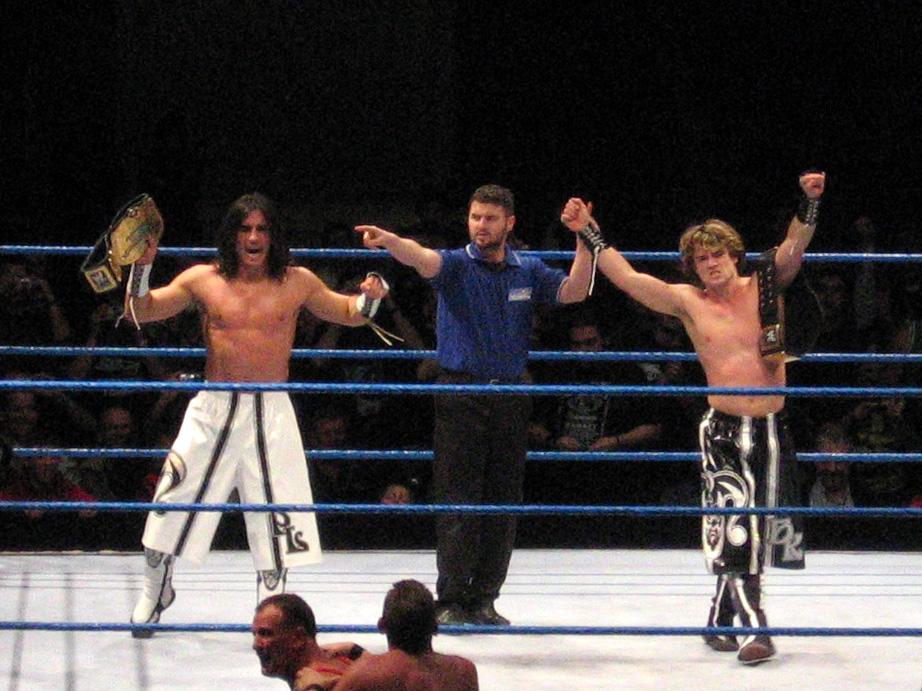
Paul London i Brian Kendrick a Barcelona.

Durant el 2006 va participar en diversos PPV. Un dels seus èxits més importants es va produir al New Year's Revolution 2006 quan va derrotar Victoria, Maria, Torrie Wilson i Candice Michelle en un Bra and Panties Gauntlet match (el primer de la història de la companyia), ja que va ser l'única diva que va resistir amb la roba possada durant tot el combat, i en acabar, una vegada ja reconeguda com a guanyadora, va treure-se-la per celebrar-ho i complaure els seus fans masculins. Uns dies després, al Royal Rumble 2006, va lluitar contra Mickie James en un combat arbitrat per la diva Trish Stratus, quedant derrotada.
A l'edició de Raw del 20 de febrer, Massaro es va lesionar. Es va fracturar el peroné de la cama esquerra durant la seva eliminació d'una Battle Royal amb altres dives. Posteriorment va haver de passar per la sala d'operacions per sotmetre's a una intervenció.
Al mes de juliol, poc després de fer la seva reaparició, va guanyar un altre combat en un PPV; en aquest cas va ser a The Great American Bash 2006, on va vèncer Kristal, Jillian Hall i Michelle McCool en un Fatal-Four-Way de quatre dives.
Ashley Massaro va acompanyar al ring, en funció de mànager, Paul London i Brian Kendrick en la majoria dels seus combats per parelles.
Aquell mateix any també va prolongar el seu contracte amb la WWE per tres anys més.

### Playboy i WrestleMania 23 (2007)
A mitjans de febrer, en una edició de SmackDown!, Ashley va anunciar que posaria nua per a la prestigiosa revista Playboy al mes d'abril. Això no va agradar gens a Jillian Hall perquè creia que Ashley rebia massa atenció dels aficionats, i va iniciar una rivalitat amb ella. Dos dies després, aprofitant el No Way Out, Massaro va guanyar el primer Diva Invitational que mai s'havia celebrat, i es va treure el top per revelar els seus pits, que estaven tapats amb borles del conill de Playboy. Ashley també va començar una rivalitat amb l'aleshores Campiona Femenina de la WWE Melina, que, igual que Jillian, estava molesta pel protagonisme que va aconseguir Ashley en aparèixer a la portada de Playboy. En un altre episodi de SmackDown! la rivalitat va passar al següent nivell quan va esclatar una baralla entre les dives a la inauguració de Miz TV.
L'1 d'abril Ashley va participar per primera vegada al PPV més important de la WWE, WrestleMania 23, en un combat estil Lumberjack pel Campionat Femení contra Melina, que acabaria sent la guanyadora i retindria el Campionat Femení.
Després de la seva primera aparició en un WrestleMania, va continuar sent la mànager acompanyant dels aleshores campions per parelles Paul London i Brian Kendrick, però, malauradement per ella no durant molt de temps, ja que un cargol que se li havia implantat a la intervenció quirúrgica de la lesió es va afluixar, obligant-la a tornar a passar per la sala d'operacions. Així doncs, els guionistes del programa van decidir apartar-la dels xous simulant una lesió en un turmell provocada per un atac de Jillian Hall a l'episodi de SmackDown! del 13 d'abril.

### Fi amb la WWE (2008)
Després d'un llarg temps sense aparèixer a la WWE, Ashley va tornar a Raw a l'edició del 7 de gener. En aquell mateix show va derrotar Melina i Jillian Hall en un Pyjama's Match. Unes setmanes més tard, en una edició de mack Down de finals de març l'Ashley va ser vençuda juntament amb Jerry Lawler i Maria en un enfrontament contra els aleshores actuals campions Melina, Beth Phoenix i Santino Marella (homes i dones podien lluitar entre ells).

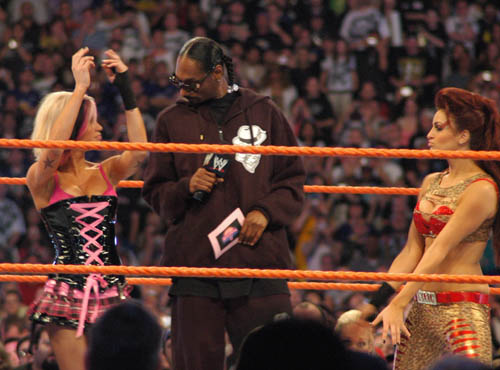
Ashley (a l'esquerra) durant WrestleMania XXIV.

El 30 de març Ashley va tornar a aparèixer a Wrestlemania XXIV com a substituta de la lesionada Candice Michelle, formant parella amb Maria. El combat era amb motiu del BunnyMania de Playboy. L'equip de l'Ashley va tornar a ser derrotat per Beth Phoenix i Melina.
L'últim PPV on l'Ashley ha participat fins ara va ser el Backlash 2008 del 27 d'abril. En aquest PPV va formar equip amb cinc altres dives, Kelly Kelly, Michelle McCool, Mickie James, Maria i Cherry. Al final van acabar perdent.
Finalment, el 9 de juliol del 2008 Ashley va decidir rescindir el seu contracte amb la WWE, segons va anunciar, perquè la seva filla de vuit anys havia emmalaltit i necessitava temps per estar amb ella i cuidar-la. Tot i això, mai no ha descartat l'opció de tornar als rings en el futur.
Malgrat que Ashley va rescindir el seu contracte amb l'empresa, a finals d'any es va confirmar que el seu personatge apareixeria al videojoc oficial de la WWE, SmackDown vs. Raw 2009, per segon any consecutiu.

## En lluita
- Tècniques finals
  - Starstruck[3][6] (Second Rope Elbow Drop)
- Tècniques signatura
  - Headscissors takedown[18]
  - Hurricanrana
  - Diving crossbody[19]
  - Spear
  - Monkey flip[1]
- Lluitadors dirigits per Ashley
  - Trish Stratus
  - Brian Kendrick
  - Paul London
- Sobrenoms
  - "The Dirty Diva"
- Temes musicals
  - Be Yourself - Audioslave[20]
  - Light a Fire - Nuts In A Blender[20]

## Entrenadors personals
Al llarg de la seva etapa a la WWE va ser entrenada pels lluitadors Paul London, Brian Kendrick, Christy Hemme, Ricky Steamboat, Finlay i Matt Hardy.

## Com a model i actriu
Ashley participà en dues ocasions al concurs de bellesa Miss Hawaiian Tropic. La primera vegada va ser el 2002, quan va ser coronada Miss Hawaiian Tropic USA, i la segona a l'agost de l'any 2004 on també va sortir com a guanyadora del Miss Hawaiian Tropic Canada. Ashley ha aparegut en diverses revistes per a homes. En són un exemple FHM Stuff, Maxim, i Playboy, ja a la WWE, tot i que amb anterioritat, amb 23 anys ja va posar semi-nua per la revista Playboy sota el nom de "Ryan MacKenzie".
Al febrer del 2007 juntament amb la superestrella de la WWE Kane va aparèixer en un episodi de la sèrie de televisió Smallville que va ser retransmès als Estats Units al març d'aquell mateix any. Només dos mesos després va ser convidada al programa The Sauce de Fuse TV.
Ashley va aparèixer al videoclip de la cançó Hell Yeah del grup musical Rev Theory. Uns mesos abans però, ja va fer una aparició en un videoclip del cantant Timbaland (anomenat Throw It on Me, en col·laboració amb The Hives) acompanyada per altres dives. A més, va sortir en un episodi d'Extreme Makeover (en la seva retransmissió als Estats Units) on també hi eren les superestrelles John Cena i Batista. Finalment, Ashley també va participar en anuncis publicitaris, pera Hawaiian Tropic i Yamaha.

## Survivor
L'any 2007 també va participar en un concurs estatunidenc de televisió de la cadena Columbia Broadcasting System (CBS) estil reality show anomenat Survivor: China, on havia de competir amb altres concursants i tractar de sobreviure a la selva de la Xina amb els seus propis recursos. La van assignar a la tribu Zhan Hu. Com que mai no havia fet res semblant anteriorment, va decidir preparar-se per l'experiencia una mica abans d'iniciar-la, però malgrat això Ashley va ser la segona persona a ser eliminada (per 6 vots contra 1) sis dies després d'haver iniciat la seva aventura.

## Vida personal

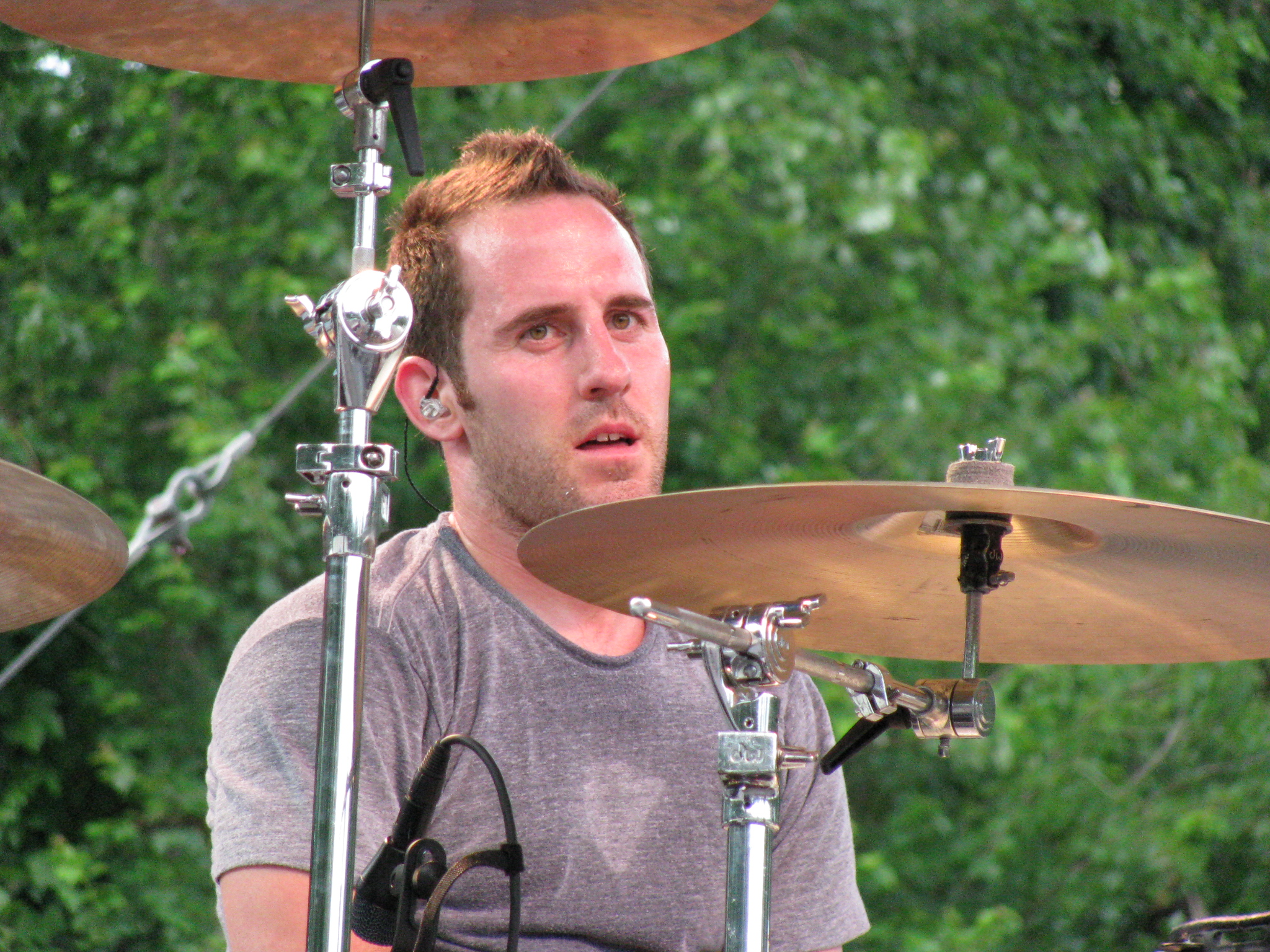
"Chuck" Comeau va sortir amb Ashley

Ashley va mantenir una relació sentimental amb el músic canadenc Charles "Chuck" Comeau i amb els lluitadors de lluita lliure Matt Hardy (2006) i Paul London (2007).
Massaro duia uns quants tatuatges al cos, entre els quals destaquen uns fets amb caràcters xinesos que deien "no confiïs en ningú", i als dos colzes, on hi havia el dibuix d'una estrella nàutica. També duia diversos pírcings, incloent-hi un "Monroe" (un pírcing a prop del llavi superior que sembla una piga) i un "Snakebites" (un pírcing a cada banda del llavi inferior)
Ashley era mare soltera d'una filla anomenada Lexi, que a mitjans del 2008 va emmalaltir. Des d'aquell moment Ashley deixà d'aparèixer en xous de la WWE perquè havia cessat el seu contracte amb l'empresa.
Un altre factor important que també va influir en el seu abandonament de l'empresa va ser l'escàndol en què es va veure involucrada al maig del 2008 quan la coneguda revista Rolling Stone va publicar un article on acusava Ashley d'haver treballat com a prostituta de luxe. Poc després ella ho va negar rotundament als seus fans amb una entrada nova al seu compte personal de MySpace, i no va trigar a posar-se en contacte amb el seu advocat.
Es descrivia a si mateixa com una persona valenta, extravagant, optimista, alegre, enginyosa, creativa, adaptable i incansable. Segons va afirmar durant la seva presentació al programa de la Xina, està obsessionada amb tot el relacionat amb la música.
Massaro tenia un germà petit anomenat Ronny, que ha mencionat diverses vegades al seu MySpace.
Va morir el 16 de maig de 2019, pocs dies abans de fer els 40 anys per causes desconegudes.

## Palmarès
El exits més destacables que ha aconseguit al llarg de la seva vida tant com a lluitadora de la WWE com a model han estat els següents:
- WWE Diva Search (2005)[2]
- Noia portada de la revista Playboy a l'abril del 2007[10]